# 列布列湖
56°19′16″N 29°37′28″E / 56.32111°N 29.62444°E
列布列湖（俄语：Ребле），是俄羅斯的湖泊，位於該國西北部，由普斯科夫州負責管轄，處於普斯托什卡區，面積1平方公里，集水區面積15.1平方公里，平均水深1.9米，最大水深3.4米。